# Brézentine
La Brézentine ou la Brézantine (La Bresantina en occitan marchois) est une petite rivière française du nord-ouest du Massif central qui coule dans le département de la Creuse, en région Nouvelle-Aquitaine. Elle est un affluent de la Sédelle, donc un sous-affluent de la Loire, par la Creuse et la Vienne.

## Géographie

### Le cours de la rivière
Le bassin versant de la Brézentine se situe au nord-ouest du département de la Creuse. Ce ruisseau de 21,4 km de long s'écoule vers le Nord en direction de la Loire. il prend sa source sur le territoire de la commune de Bussière-Dunoise et se jette dans la Sédelle à Lafat.
Elle fait partie de la région hydrographique de la Loire et du bassin Loire-Bretagne.

### Communes et cantons traversés
Dans l'unique département de la Creuse, la Brézentine traverse les sept communes suivantes, de l'amont vers l'aval de Bussière-Dunoise, Colondannes, Dun-le-Palestel, Fleurat, Lafat, Naillat et Sagnat.

### Bassin versant
La surface du bassin versant est utilisée majoritairement pour des activités agricoles :
- espaces agricoles hétérogénes : 4 524 ha soit 54,11 % ;
- prairies : 2 666 ha soit 31,89 % ;
- espaces boisés : 1 099 ha soit 13,14 % ;
- zones urbanisées : 71 ha soit 0,84 %.

### Géologie
Sur ses 500 premiers mètres de Bussière-Dunoise à Naillat, le ruisseau coule sur de l'anatexite à Cordiérite. Son fond alluvionnaire occupe une largeur de 200 m autour du ruisseau. Le socle est granitique à grain moyen et à cordiérite. De Naillat à la Villatte, la rivière est bordée par un socle à
leucogranite. De la Villatte à la confluence de Lafat, le fond alluvionnaire est bordé par du gneiss fin et son socle périphérique se compose de leucogranite.

## Affluents
La Brézentine a six affluents contributeurs référencés  :
- le ruisseau de l’étang de Poulignat (rg[note 1]), 4,5 km, sur les communes de Fleurat et Naillat ;
- le ruisseau du Got (rg), 5 km, sur les communes de Fleurat et Naillat ;
- le ruisseau de la Bussière (rd), 1 km, sur la commune de Lafat ;
- le ruisseau de la Breuille (rd), 2,5 km, sur les communes de Dun-le-Palestel et de Colondannes ;
- le ruisseau des Forges (rd), 4 km, sur la commune de Naillat ;
- le ruisseau du Mandement (rd), 3 km, sur la commune de Naillat.

### Rang de Strahler
Donc son rang de Strahler est de deux.

## Hydrologie

### Hydrogéologie
Le bassin versant est soumis essentiellement à un climat océanique dégradé sur lequel la plupart des précipitations arrivent de l'ouest de façon bien réparties sur toute l'année. Le relief, globalement modéré, n'a pas d'influence significative. Le maximum des débits survient en janvier et février. Un étiage
assez prononcé se produit pendant les mois de juin à octobre.

## Gestion et vulnérabilité
En 1961, une usine d’équarrissage s'installe à Dun-le-Palestel, à 300 mètres de la rivière. Le 28 juillet 1995, la pollution de l'eau provoque la mort de centaines de poissons. De 1970 à 1990, les riverains s'organisent et forment l'association Brézentine environnement pour la défense de leur rivière. Ils font cesser les rejets non traités d'eaux usées qui entraînaient la destruction de la faune et de la flore. Le centre d'équarrissage de Dun-le-Palestel est mis aux normes au début des années 2000.
Le 24 octobre 2011, les associations de protection de la nature, les élus et le Syndicat Intercommunal d’Aménagement de la Sédelle, Cazine et Brézentine signent le premier Contrat de Rivière. les objectifs sont de restaurer les milieux aquatiques, d'améliorer la qualité de l’eau, de valoriser le paysage et le patrimoine, de suivre et d'animer le programme d’actions.
Le SIASEBRE (Syndicat Intercommunal d'Aménagement de la Sédelle et de la Brézentine) est l'organisme compétent dans la gestion et l'aménagement de la rivière et pour améliorer la qualité du cours d'eau.

## Milieu naturel
Selon Olivier Nouaillas, en 2019, treize espèces de poissons sont présents dans les eaux du ruisseau dont des goujons, des spirlins, des vairons, des chevesnes, des perches, des ablettes et des gardons. Les moules ainsi que les truites fario ont refait leur apparition.
En 2011, le Contrat de Rivière évaluait à 30 % la perte de fonctionnalité de la Brézentine pour la présence des truites fario. Ce rapport faisait état de « difficulté au franchissement, d'étangs, de seuils et d'érosion de berges ».

## Qualité de l'eau
Le Contrat de Rivière a fait bilan de la qualité de l'eau en 2011.
Les qualités physico-chimiques des eaux sont évaluées en classe 2 (moyenne) à la suite d'une pollution agricole diffuse causée par un enrichissement excessif du milieu, notamment en amont de Dun-le-Palestel par les nitrates. En aval de cette ville, la qualité a été évaluée sur trois campagnes par bureau d’études Ectare. Elle est passée de la classe 3 (très mauvaise) en 1996, à la classe 2 depuis 1997.
Les qualités générales biologique montraient une bonne qualité, même si les mesures mettaient en évidence une pollution fécale légère.

## Activités économiques

### Tourisme
Un circuit de petite randonnée de 6 km permet de découvrir la vallée de la Brezentine au départ de l'église Saint-Pierre-ès-Liens de Sagnat située à 3 km à l'ouest de Dun-le-Palestel.